# Mezra, Birecik
Mezra là một thị trấn thuộc huyện Birecik, tỉnh Şanlıurfa, Thổ Nhĩ Kỳ. Dân số thời điểm năm 2011 là 5.95 người.